# Визирени (Бузау)
Визирени (рум. Vizireni) насеље је у Румунији у округу Бузау у општини К.А. Росетти. Oпштина се налази на надморској висини од 47 m.

## Становништво
Према подацима из 2002. године у насељу је живело 487 становника, од којих су сви румунске националности.